# John C. Cochrane
John Crombie Cochrane (1835–1887) fue un destacado arquitecto del siglo XIX que ejercía en Chicago (Estados Unidos). Formó Cochrane and Garnsey con George O. Garnsey.

## Carrera

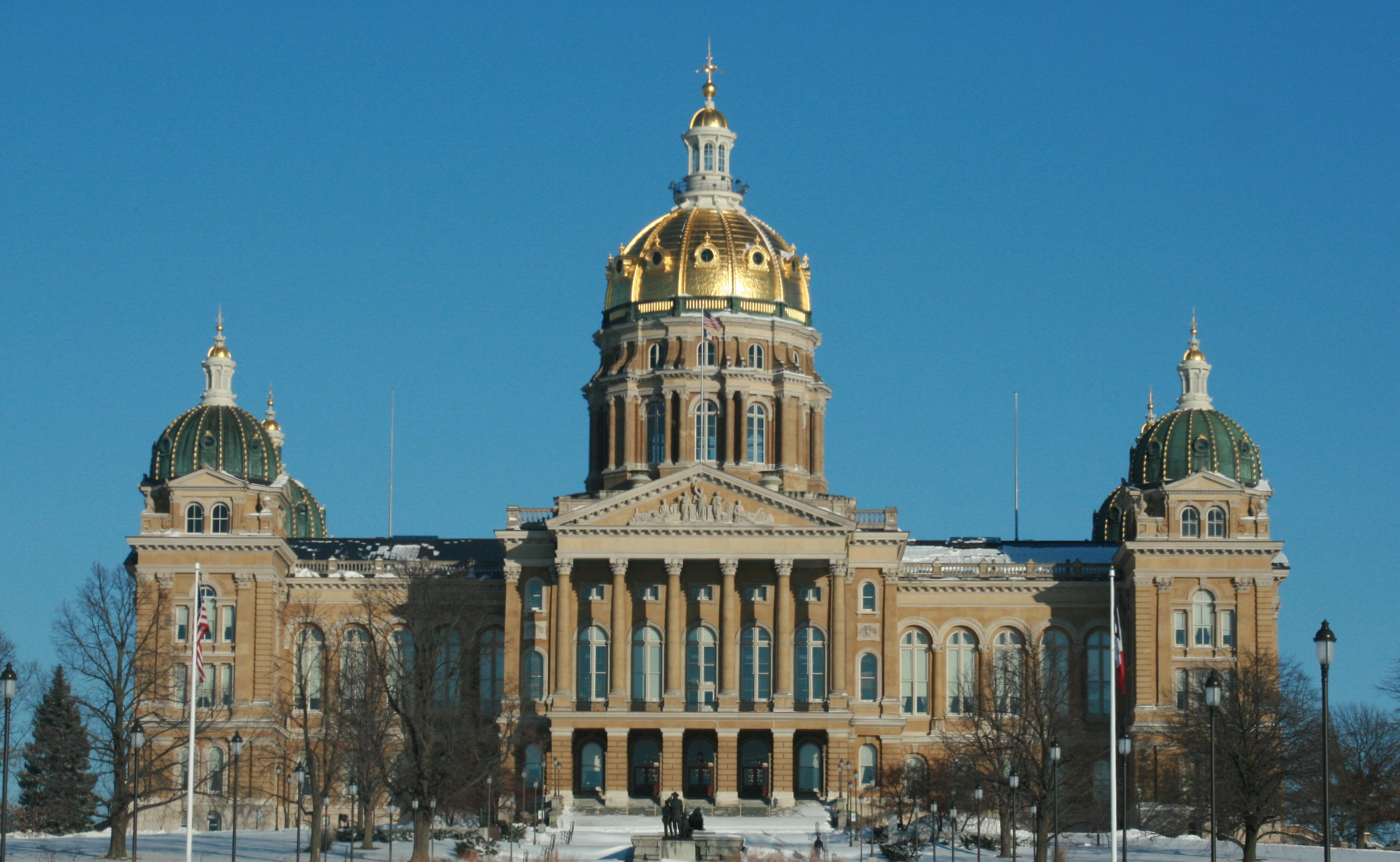
Capitolio de Iowa

Comenzó a trabajar en Davenport en 1856 y se mudó a San Luis en 1858 después del pánico de 1857. Con el inicio de la Guerra de Secesión, regresó a la casa de su infancia en Nuevo Hampshire. En 1864, se mudó a Chicago y comenzó a trabajar como arquitecto, y su diseño fue seleccionado para el Capitolio del Estado de Illinois en 1868.

## Obra
Diseñó numerosos edificios, entre ellos:

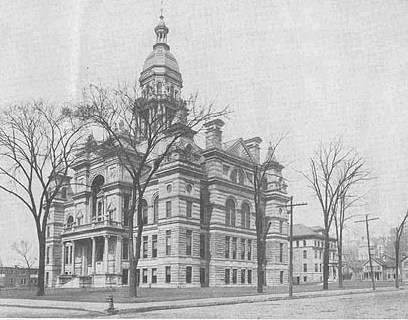
El antiguo Palacio de Justicia del Condado de Scott

- Capitolio de Iowa, Grand Ave. y E. 12th St., Des Moines (Cochrane), incluido en el Registro Nacional de Lugares Históricos (NRHP)[4]
- Capitolio de Illinois, Capitol Avenue y Second Street, Springfield , Listado en el NRHP[4][5]
- Cook County Hospital, 1835 West Harrison St., Chicago , Listado en el NRHP[4]
- Iglesia Episcopal de Todos los Santos, 4550 N. Hermitage, Chicago, IL, Hito histórico de Chicago, un raro ejemplo local del "estilo de palo"[6]
- Lambrite-Iles-Petersen House, 510 W. 6th St., Davenport, IA, uno de los primeros ejemplos de arquitectura de estilo italianizanteen el estado de Iowa y una propiedad contribuidora en el Distrito Histórico de Hamburgo[7]
- Palacio de Justicia del Condado de Livingston, 112 W. Madison, Pontiac (Cochrane), Listado en el NRHP[4]
- Palacio de Justicia del Condado de Marshall, Courthouse Sq., Marshalltown (Cochrane) Incluido en el NRHP[4]
- Ivory Quinby House, 605 N. 6th St., Monmouth (Cochrane), Listado en el NRHP[4]
- Uno o más edificios en el Distrito Histórico del centro de Marshalltown, delimitado aproximadamente por 2nd St., State St., 3rd. Ave. y E. Church St., Marshalltown (Cochrane, John C.), Listado en el NRHP[4]
- Uno o más edificios en el Distrito Histórico de St. Katherine, 901 Tremont St., Davenport (Cochrane, John C.) en la lista del NRHP[4]
- El antiguo Palacio de Justicia del Condado de Scott, Davenport, IA, completado por el arquitecto John W. Ross después de la muerte de Cochrane
- Iglesia Presbiteriana de Riverside, Riverside[8]
- Residencia privada en 140 Herrick Road en Riverside[8]